# Tinamú cap-roig
El tinamú cap-roig (Nothocercus julius) és una espècie d'ocell de la família dels tinàmids (Tinamidae) que viu en zones de selva i bosc obert dels Andes, a Colòmbia, Veneçuela, est de l'Equador i centre i sud del Perú.